# Port of Boston

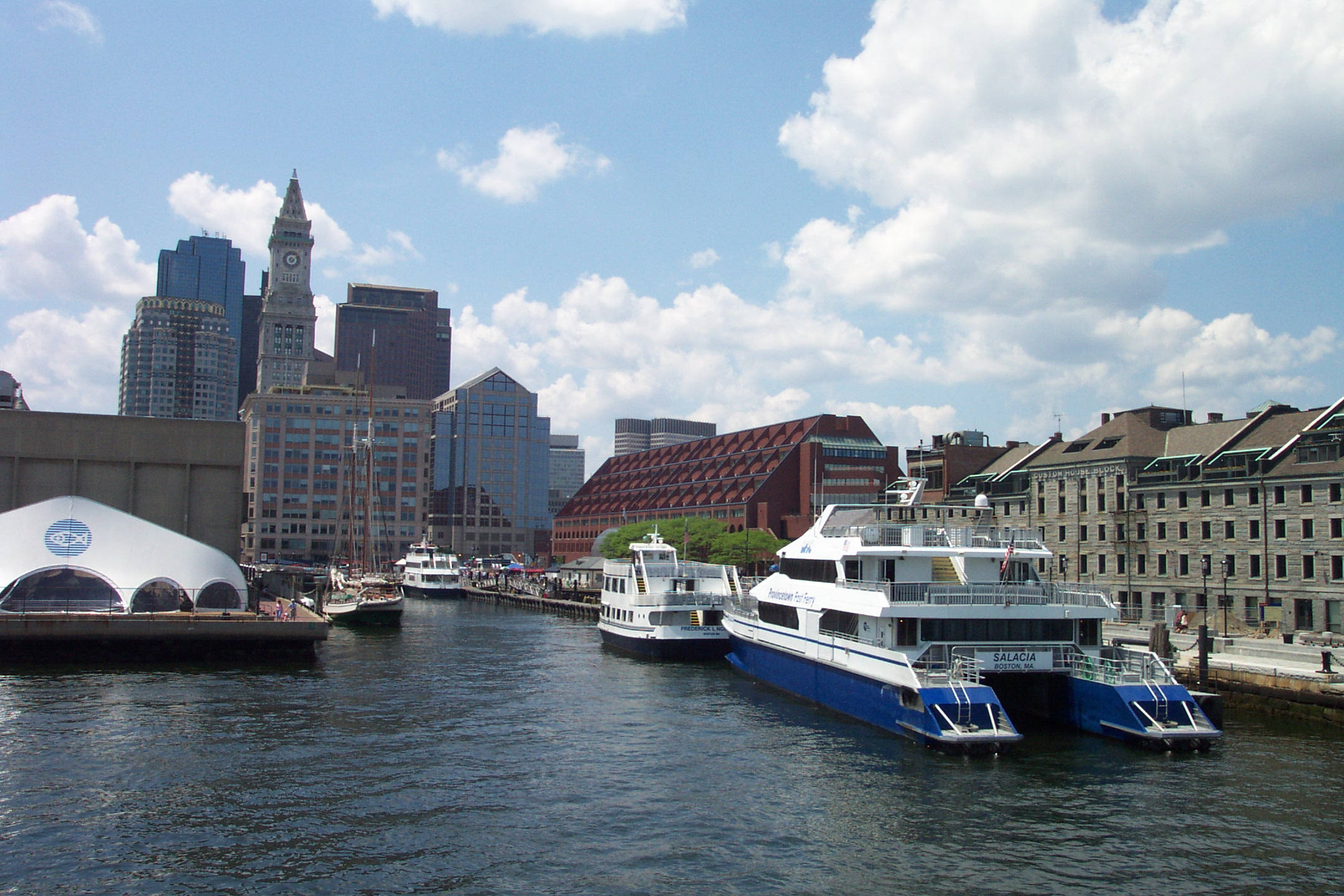
Fotografi från juli 2006.

Port of Boston, (AMS hamnkod: 0401, UN/LOCODE: US BOS), är en stor hamn i Boston. Hamnen är den största i Massachusetts, och en av de viktigare hamnarna på USA:s östkust.
Den har också varit viktig som immigranthamn.